# Església parroquial de Sant Bertomeu Apòstol (el Camp de Mirra)
L'església de Sant Bertomeu és una església situada sobre un monticle al municipi del Camp de Mirra. Té la categoria de Bé de Rellevància Local.
La planta d'aquesta església és de creu llatina i la seua nau es troba coberta per volta de canó. La seua decoració interior és escassa, però destaquen els seus tres altars del creuer i presbiteri, el pis antic, les pilastres de la nau i la cúpula sobre tambor de gran grandària.